# Збірна Естонії з футболу
Збірна Естонії з футболу — національна команда, якою керує Естонська футбольна асоціація.
Станом на 3 квітня 2025 посідає 121-e місце у рейтингу футбольних збірних світу.

## Історія

### Естонська Республіка (1918–1940)
Естонці розпочали грати у футбол з англійськими моряками у перші роки ХХ сторіччя, коли країна була у складі Російської імперії. Національна команда була сформована після війни за незалежність (1918–1920). Вона провела свій перший матч 17 жовтня 1920 у Гельсінкі, де програла команді Фінляндії 0 - 6. Це була перша гра на траві для естонських футболістів. Федерація футболу Естонії була заснована 14 грудня 1921 року і визнана ФІФА у 1923 році. Естонці провели 1 гру на Олімпіаді 1924 року в Парижі, в якій програли команді США 0 - 1. Починаючи з 1928 команда брала участь у Балтійському кубку до 1938 року команда Естонії тричі ставала переможцем (1929, 1931, 1938). Перші свої очки команда Естонії здобула в кваліфікаційному турнірі до Чемпіонату світу 1938 року, перемігши фінів 1 - 0. Першою ж кваліфікацією для команди був відбір на Чемпіонату світу 1934 року, де команда провела лише одну гру (поразка від шведів 2 - 6), наступна гра проти Литви не відбулася, оскільки обидві команди втратили шанси на вихід на чемпіонат. Гравці збірної цих років, в основному, були представниками талліннських клубів - TJK, Спорт, Калев та Естонія. 18 липня 1940 команда Естонії провела свій останній матч, в якому виграла з рахунком 2 - 1 у збірної Латвії. Наступну гру збірна Естонії проведе більше ніж через 50 років.

### Роки окупації (1940—1991)
Після окупації Радянським Союзом у серпні 1940, національна команда перестала існувати. Під час Німецької окупації (1941–1944), команда відродилась, і навіть провела декілька неофіційних зустрічей, проте в її складі збереглося лише декілька гравців передвоєнного періоду. Естонська РСР була представлена своєю командою, проте на міжнародному рівні вона не виступала, оскільки країна не була незалежною. У період з 1948 по 1976 команда брала участь у відновленому Балтійському кубку (з участю Білоруської РСР) і перемагала там 5 разів. З 1969 по 1982 Естонія була єдиною частиною СРСР, непредставленою в чемпіонаті СРСР. З часом гра почала втрачати популярність серед естонців, і у футбол грали, в основному, росіяни. Естонський футбол почав переживати новий сплеск у середині 70-х, коли Романом Убаківі була сформована естономовна тренувальна група. З найпомітніших команд у 80-х варто відзначити команду "Lõvid" (Леви), яку тренували Убаківі та Олев Рейм. Декілька її гравців (Март Поом і Мартін Рейм) стали надалі гравцями відновленої національної збірної.  Співоча революція, що прагнула відновлення незалежності Естонії, віднайшла своє відображення і у футболі. 18 липня 1990 року на стадіоні Кадріорг, на згадку про останній матч двох незалежних країн 50-річної давності, зіграли між собою збірні Естонії та Латвії.

### Повернення в світовий футбол (1991—1996)
Естонія відновила свою незалежність 20 серпня 1991 року, і повернулась у міжнародний футбол дебютним виступом на Балтійському кубку, організованому у Литві в листопаді того ж року. ФІФА прийняло в свої лави нову Естонію після матчу з командою Словенії 3 червня 1992 року, який команди зіграли внічию 1 - 1. Головним тренером цієї команди був Уно Піір, гол забив Олександр Пуштов.
5 грудня 1992 року ФФЕ заявила збірну на відбірний турнір до ЧС 94, естонці завершили відбір на останньому місці у групі, забивши 1 і пропустивши 27 голів. Команда програла 9 ігор і одну зіграла внічию (проти Мальти).
В кваліфікації до Євро 96, команду очолював Роман Убаківі. Кваліфікаційний турнір команда завершила на останньому місці, програвши у всіх 10 матчах. Варто зауважити, що команда Естонії була у одній відбірній групі, що і збірна України.
В період з жовтня 1993 по жовтень 1996 команда не перемогла в жодній грі. Інтерес вболівальників до команди був вкрай низьким, про свідчить той факти, що восени 1994 року на гру проти команди Італії прийшли всього лиш 3000 глядачів.

### Перший тренер— іноземець (1996—2000)
Покращення результатів прийшло в команду разом з новим тренером — ісландцем Тейтуром Тордарсоном. Його перша перемога  припала на жовтень 1996 року, коли в кваліфікації до ЧС 98 збірна Естонії перемогла Білорусь. Після цієї перемоги з командою трапився конфуз. Естонці не вийшли на наступну відбірну гру проти команди Шотландії, протестуючи проти заяв шотландців, у яких вони називали освітлення на стадіоні недостатнім. Відбір збірна Естонії завершила на 5-му місці в групі, випередивши збірну Білорусі за різницею м'ячів. На відборі до Євро-2000 команда здобула рекордні три перемоги та двічі зіграла внічию, здобула 11 очок і зайняла третю позицію.

### Новий стадіон і голландський період (2000—2007)

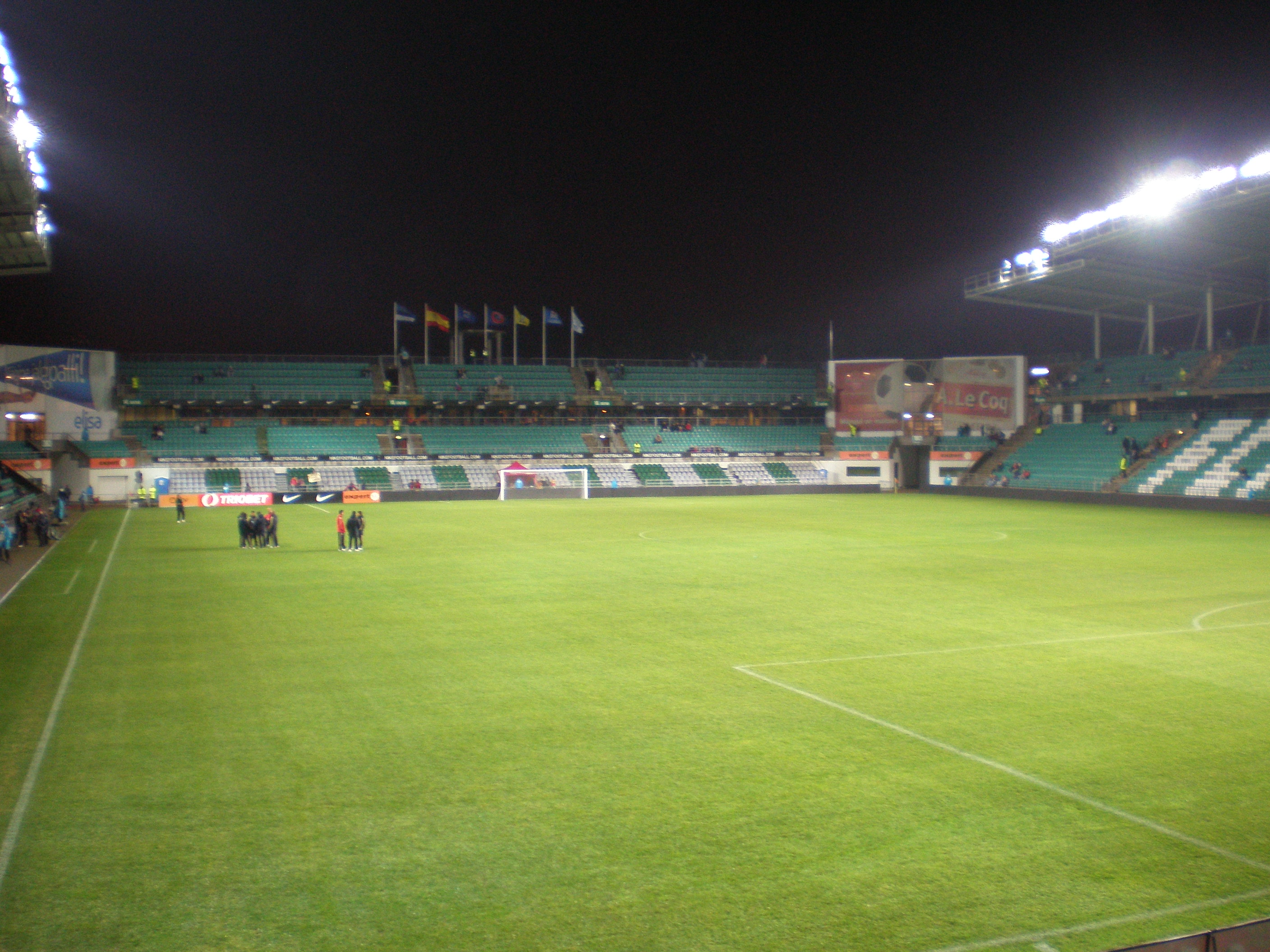
А. Ле Кок Арена — домашній стадіон Естонії з 2001

Тордарсон подав у відставку наприкінці 1999 року, на його місце був призначений Тармо Руутлі (якого заміняв два матчі Айвар Лілевер). Після відбору до Євро-2000, команду очолив голландець Арно Пейперс. 
2 червня 2001 грою відбірного циклу до ЧС 2002 проти збірної Голландії, у Таллінні був відкритий новий домашній стадіон національної команди. 9300 квитків на цю гру були розпродані менше ніж за 6 годин. Взагалі в цьому відборі команди двічі перемогла Андорру і двічі зіграла внічию з Кіпром, здобула 8 очок і посіла 4-те місце в групі. У 2004 році тренерську посаду залишив Пейперс і на його місце був призначений Єле Гоус, під його керівництвом естонці провели відбір до ЧС 2006 в Німеччині — 5 перемог, 2 нічиї, 17 очок і підсумкове 4-те місце в групі. Після відбору до Євро 2008 (6-те місце в групі), федерація звільнила Гоуса в червні 2007.

### Повернення Руутлі (2008–)

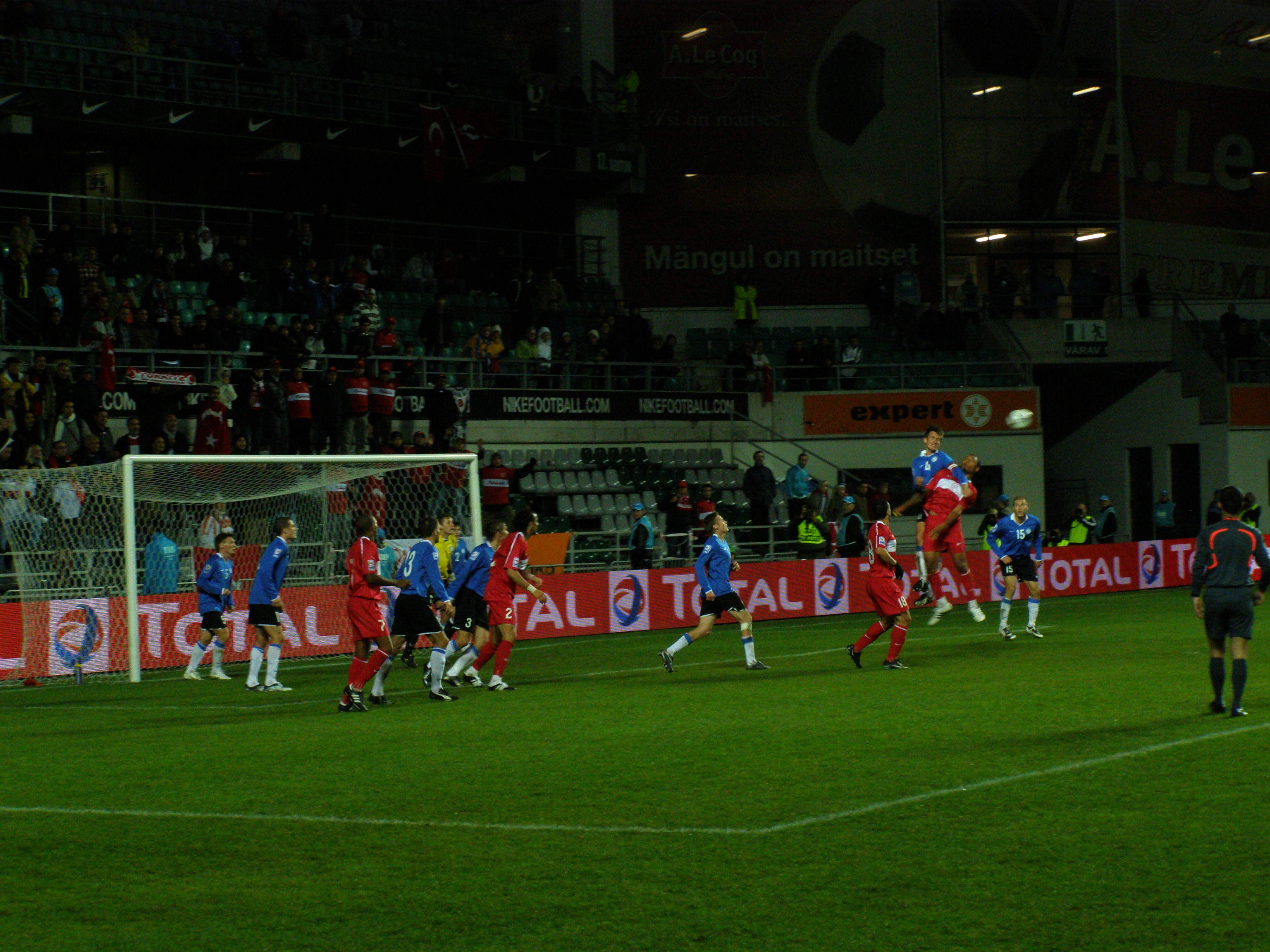
Естонія vs Туреччина 0–0, 15 жовтня 2008.

У листопаді 2007, старий-новий тренер Руутлі підписав контракт з ФФЕ. Відбір на ЧС 2010 команда завершила на 5-му місці в групі з 8 очками. 2009 був роком святкування 100-річчя естонського футболу. Цього року відбувся прощальний матч капітана-рекордсмена Мартіна Рейма (6 червня проти Екваторіальної Гвінеї)і голкіпера-рекордсмена Марта Пуума (10 червня проти Португалії). Sajandi mäng (матч століття) — перший в історії поєдинок проти п'ятиразових чемпіонів світу Бразилії і перемога над ними 1-0.
Кваліфікація до Євро 2012 виявилась найуспішнішою в історії естонського футболу. Команда зайняла 2 місце в кваліфікаційній групі і вперше в історії, вийшла в раунд плей-оф. Волею жереба в плей-оф команді Естонії в суперники дісталися ірландці. Проте вже в першій грі всі питання стосовно переможця цієї пари були зняті, Естонія програла 0-4. Матч-відповідь завершився нічиєю 1-1.
Збірна Естонії виступала у відбірній групі D до ЧС-2014.

## Форма
Традиційно, збірна Естонії виступає в біло-синьо-чорних кольорах: 
|      |
| 1922 |

|      |
| 1924 |

|       |
| 1992– |

## Чемпіонати світу
- 1930 — не брала участі
- 1934–1938 — не пройшла кваліфікацію
- 1950–1990 — входила до складу СРСР
- 1994–2022 — не пройшла кваліфікацію

## Чемпіонати Європи
- 1960–1992 — входила до складу СРСР
- 1996–2020 — не пройшла кваліфікацію

## Ліга націй УЄФА
| Ліга націй УЄФА | Ліга націй УЄФА | Ліга націй УЄФА | Ліга націй УЄФА | Ліга націй УЄФА | Ліга націй УЄФА | Ліга націй УЄФА | Ліга націй УЄФА | Ліга націй УЄФА | Ліга націй УЄФА | Ліга націй УЄФА |
| Рік             | Ліга            | Група           | І               | В               | Н               | П               | М+              | М-              | П/П             | Рей             |
| --------------- | --------------- | --------------- | --------------- | --------------- | --------------- | --------------- | --------------- | --------------- | --------------- | --------------- |
| 2018—19         | C               | 2               | 6               | 1               | 1               | 4               | 4               | 8               | ▬               | 37-е            |
| 2020—21         | C               | 2               | 8               | 0               | 4               | 4               | 5               | 11              |                 | 47-е            |
| 2022—23         | D               | 3               | 4               | 4               | 0               | 0               | 10              | 2               |                 | 49-е            |
| 2024—25         | C               | Буде визначено  | Буде визначено  | Буде визначено  | Буде визначено  | Буде визначено  | Буде визначено  | Буде визначено  | Буде визначено  | Буде визначено  |
| Усього          | Усього          | Усього          | 18              | 5               | 5               | 8               | 19              | 21              |                 |                 |

## Ігри зізбірною України
| Дата              | Місце гри | Статус            | Господар | Рахунок | Гість   |
| ----------------- | --------- | ----------------- | -------- | ------- | ------- |
| 13 листопада 1994 | Київ      | відбір до ЧЄ 1996 | Україна  | 3:0     | Естонія |
| 26 квітня 1995    | Таллінн   | відбір до ЧЄ 1996 | Естонія  | 0:1     | Україна |
| 11 жовтня 2011    | Таллінн   | Товариський матч  | Естонія  | 0:2     | Україна |
| 28 травня 2012    | Куфштайн  | Товариський матч  | Україна  | 4:0     | Естонія |
| 14 листопада 2019 | Запоріжжя | Товариський матч  | Україна  | 1:0     | Естонія |